# 亞克羅提利與德凱利亞
亞克羅提利與德凱利亞主权基地区是兩個位於地中海極東部島嶼賽普勒斯上的英國特殊屬地，共同組成了英屬基地區，其中亞克羅提利（希臘語：Ακρωτήρι）位於賽普勒斯島南部，德凱利亞（希臘語：Δεκέλεια）則位於島上的東南隅。
英屬基地區（Sovereign Base Area）是一種英國在海外擁有的特殊军事基地單位。與其他國家的海外基地大都採用與當地政府合作或租借場地的方式不同，英屬基地區的土地主權是屬於英國擁有，屬於英國境外領地其中一種。英屬基地區的存在起源於殖民時代，英國在其海外殖民地先建立了軍事基地之後，再由於殖民地獨立建國而變成一孤立區域。在賽普勒斯，英國共建立了兩個像這樣的基地區，主要的目的是為了保護1869年時開通的苏伊士运河，該運河是英國與最大的海外殖民地印度之間必經的聯絡航線。1960年賽普勒斯獨立建國時，英國保留了這兩小塊軍事基地的領土沒有讓其一起獨立。
在這兩個基地區英軍設置有軍營、監聽站等設施，與最重要的亞克羅提利皇家空軍基地（RAF Akrotiri），是英國在地中海地區唯一一個有長期派駐單位的空軍基地。除此之外，位於島東南的德凱利亞（Dhekelia）基地正好位於目前是由联合国維和部隊負責的緩衝帶「綠線」（Green Line）之上，包括以联合国名義出兵協助維安與原本的基地區駐軍，英國一共有約3,500人的部隊長期駐留在賽普勒斯島上。
英屬基地區雖然在名義上是英國的海外屬地，但是並不歸英國政府原本負責境外領土管理的外交部管轄，基地區的最高負責人是行政长官（Administrator），由英国君主任命，直接向國防部負責。在賽普勒斯島上的英屬基地區與島上的族群關係良好，基地區本身並非防衛森嚴的孤立地帶，而是有許多道路直接與賽普勒斯共和國的領土相連，許多當地居民都在營區內工作（但依照規定賽普勒斯國民禁止居住在基地區內）。唯一的例外是基地區的範圍內有兩個賽普勒斯村落克西洛廷布与奥尔米迪亚，其領土主權仍然屬於賽普勒斯政府，因此是被德凱利亞基地所包圍的小型飛地。
塞浦路斯共和国声称，主权基地地区是“殖民主义的残余”。2005年6月30日，塞浦路斯众议院一致通过了一项关于基地地区法律地位的决议，该决议最初由瓦索斯·利萨里德斯提出。该决议援引了“联合国关于废除殖民主义的相关决议，以及禁止占领任何其他国家领土的国际法基本原则”。决议声称：“英国对这些英国基地没有实质性主权，但其拥有的主权仅限于军事需要，而非行政、财政或任何其他原因。”决议敦促英国政府“履行其对塞浦路斯共和国的财政义务，这些义务源于《建国条约》。决议还指出，英国在这些地区没有领海。
英国政府不承认塞浦路斯关于英国在这些地区的主权有限的主张。

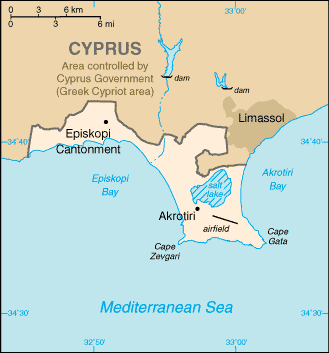
亞克羅提利基地區地圖
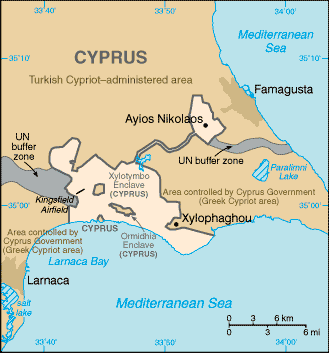
德凱利亞基地區地圖，從圖中可以看出聯合國緩衝區與幾個賽普勒斯擁有的村落型態飛地間之相關位置。
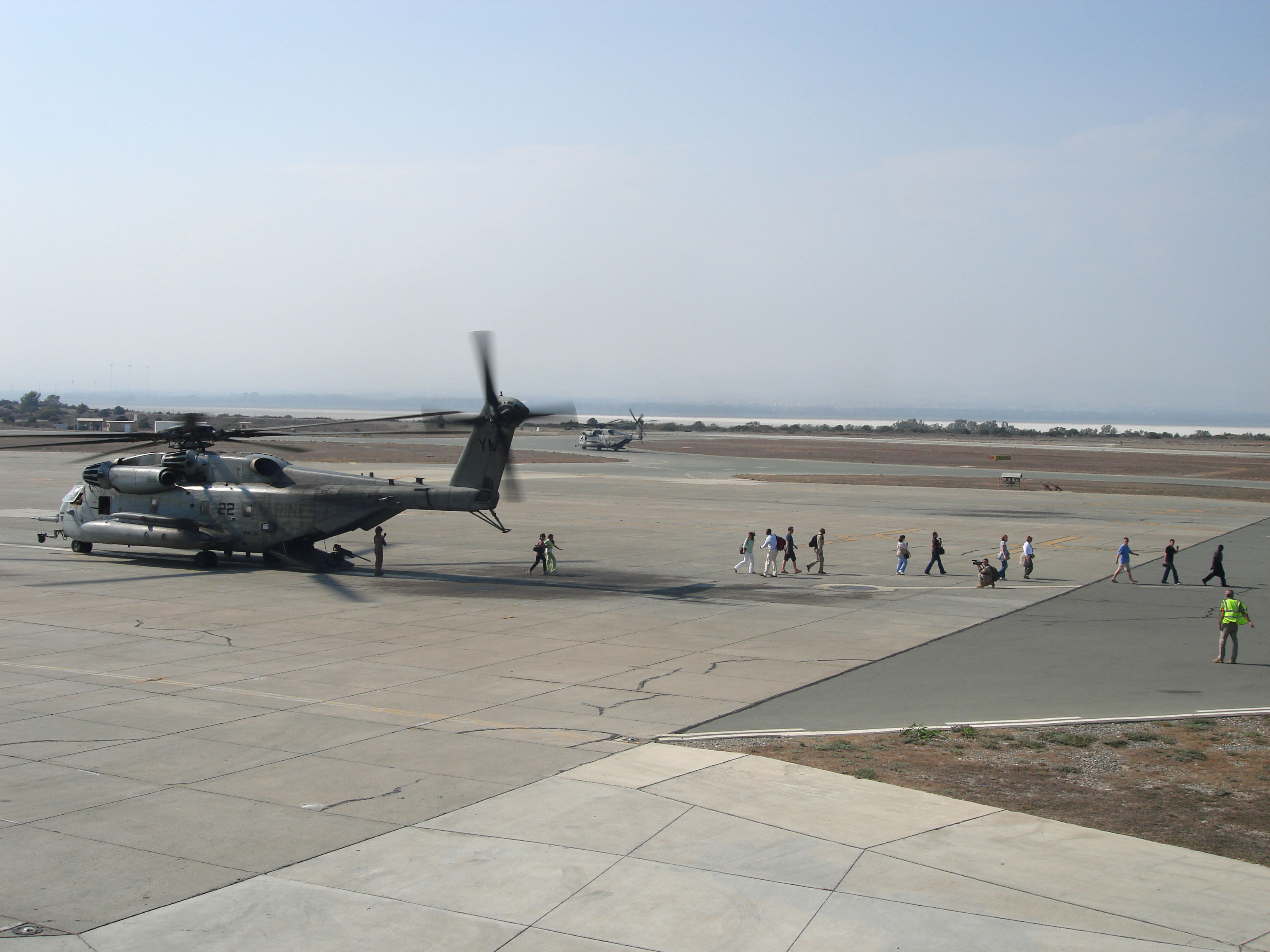
一架隸屬於美國海軍陸戰隊第365中型直昇機中隊（英语：VMM-365）（HMM-365）的CH-53E直升機自美國駐黎巴嫩大使館撤出平民後，降落在亞克羅提利空軍基地。照片攝於2006年7月。
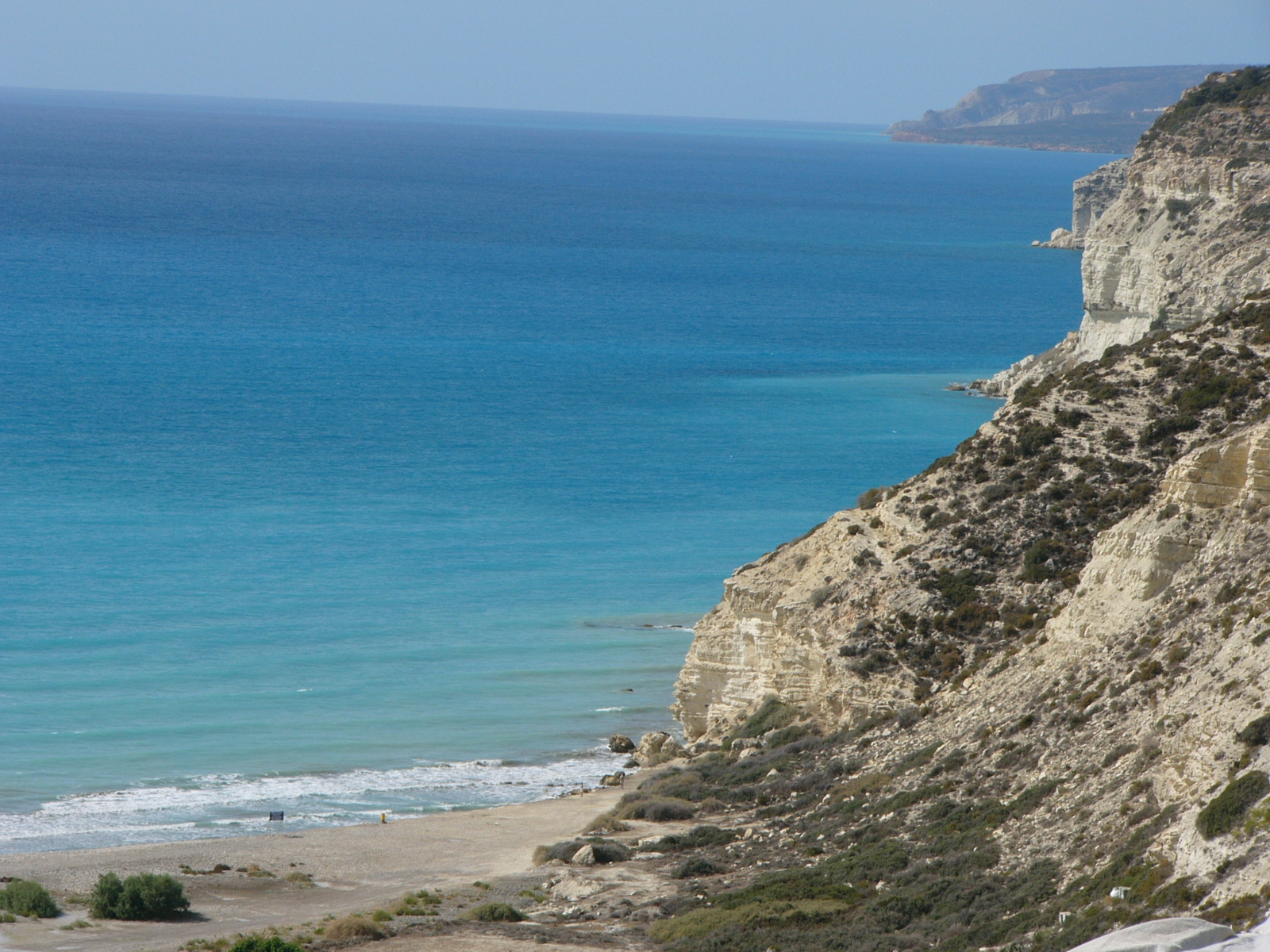
緊鄰亞克羅提利基地的埃皮斯科皮灣（Episkopi Bay）海岸線景色